# Verzorgingsplaats Bunderneuland
Verzorgingsplaats Bunderneuland is een Duitse verzorgingsplaats langs de Nederlandse autosnelweg A7 Zaandam-Bad Nieuweschans na afrit 49 in de Duitse gemeente Bunde. Het is de laatste verzorgingsplaats voordat de A7 overgaat in de A280. De verzorgingsplaats ligt echter op Duits grondgebied, doordat de grens tussen de weg en het Duitse tankstation doorloopt. Komt men dus vanuit Groningen en bezoekt men deze verzorgingsplaats, dan wordt de grens maar liefst drie keer over gestoken. De daadwerkelijke grensovergang volgt ongeveer 400 meter verderop.  
Bij de verzorgingsplaats is een tankstation van OK aanwezig, waar vroeger zowel het restaurant als het tankstation van Score waren. Aan de andere zijde van de snelweg is de verzorgingsplaats Poort van Groningen gelegen.
Richting Bad Nieuweschans:
Middelsloot · 
De Koggen · 
Broerdijk · 
Hoge Kwel · 
Monument · 
Breezanddijk · 
Hayum · 
Laerd · 
De Horne · 
De Wâlden · 
Mienscheer · 
Dikke Linde · 
Meedenertol · 
Bunderneuland (D)
Richting Zaandam:
Poort van Groningen · 
Roode Til · 
Veenborg · 
Oude Riet · 
De Vonken · 
Bloksloot · 
Wildinghe · 
Breezanddijk · 
Monument · 
Den Oever · 
De Wierde · 
De Horn · 
Kruisoord